# 褌 (日式)
褌（日语：／ Fundoshi）是日本的一種傳統內衣。依照其形製大致可以分為帶狀褌和袴狀褌。在世界各地的不同民族中都能找到類似的服裝款式。一種說法認為帶狀褌起源於日本南方民族，而袴狀褌則起源日本北方民族。

## 歷史起源

穿著褌的日本古代郵差

雖然現代普遍將褌視為一種內衣；但它最初則是一種有繫帶的外衣，同時也是一種用於狩獵等工作的職業服裝。例如直至昭和時代的早期，在愛知縣北設樂郡的樵夫和筏夫都還在工作時身穿褌。而根據平安時代的史料和繪畫顯示，褌最早也只是供相撲手和體力勞動者在工作時穿著且不是一直穿著；而隨著時代的發展，褌才慢慢成為一種內衣。
在日本古代，“褌”被稱為“肌袴（ハダバカマ）”或“犢鼻褌（タフサギ）”。在日本古籍《古事記》和《日本書記》中就有對“褌”和“犢鼻褌”的記載。
關於褌的現在讀音的來源有多種說法，最常見的說法是來自，而這種讀法又源自當時的一種類似袴的褲子。《松屋筆記》也認為褌的現在讀音包含“踩著通過的意思（”。不過具體的讀音在日本各地又有所差異，比如在關西地區被稱為，而在關東地區被稱為，仙台則稱為，盛岡稱為，常陸地區稱為，德島地區稱為，高知地區稱為，長野地區稱為。
在室町時代之前，褌大多為麻布；而從江戶時代開始，棉布開始成為褌的主要製作材料。而其他用來製作褌的布料包括新麥斯林紗（新モス）、人造絲、絲綢和火麻等。就穿著感覺來說，粗紋材質的布料比較柔軟而細紋材質則比較硬挺，故而大多數人所穿著內衣用褌為粗紋布料。大部分的褌為白色，但也有紅色、藍色等其他顏色，同時還有雜色花紋。
直至1930年代，日本人還是習慣穿著褌。不過隨著日本偏愛西式服裝的人越來越多，褌的穿著人數也在逐年減少。從昭和時代開始，平紋針織猿股內褲和印花棉內褲開始流行，但由於褌在日本軍隊中被廣泛使用，因此即便在二戰後還是有許多日本老人保留著穿褌的習慣。

## 種類款式

### 帶狀褌
雖然褌依據其形製可以分為帶狀褌和袴狀褌，但歷史上絕大多數的褌都是由一塊布料所製作的帶狀褌。

#### 六尺褌
六尺褌大多用晒布製作，長約180至260釐米而寬約16至34釐米。男女皆可穿著，其特征是暴露臀部。從江戶時代開始，六尺褌就一直是褌的主要款式，而直至大正時代後期還依然大量流行。現在六尺褌主要用於節日慶典或游泳時使用。

#### 越中褌
越中褌為一種採用長約100釐米、寬約34釐米並兩端係有帶子的布料所製作的內褲。這種褌又被稱為“經典內褲（クラシックパンツ）”或“武士內褲（サムライパンツ）。醫用的T字帶也是越中褌的一種。越中褌多用於日本的禊禮，同時也會在部分的裸祭中代替六尺褌。

#### 畚褌
畚褌是用長約70釐米、寬約34釐米並兩端係有繩帶的布料所製作的內褲。它被認為是越中褌的簡化版；因為它取消了越中褌前面遮擋胯部的布料而相對節省。因為這種褌的造型類似土木工程中用於運輸土料的畚而得名。歌舞伎中女形演員會在表演時常常穿著。

#### 割褌
割褌是一種用長約150至160釐米、寬約30至40釐米布料製作並從一段剪開55至60釐米且將其係在腰間的內褲，因此得名“割褌”。而它也被稱為“六越褌”，這是因為它被視為六尺褌和越中褌的糅合款式。它既像六尺褌會露出臀部，又像越中褌會在腰間垂下一塊布料遮擋胯部。從戰國時代到江戶時代，它一直受到武將和大名的喜愛。而現代的六越褌則是從平成時代開始流行。

### 職業褌

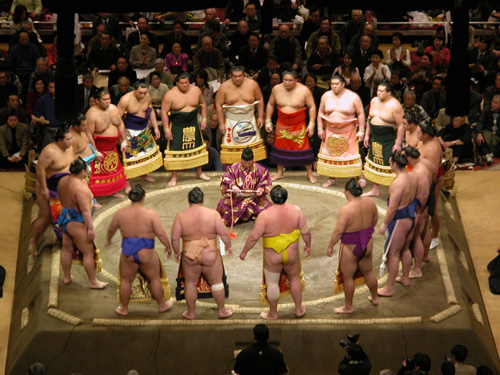
相撲褌也是褌的一種

褌也會根據穿著者的職業不同而有所區別，例如相撲手所穿著的相撲褌。當除了這個例子外，其實大部分職業用途褌之間的區別並不是很大，甚至不如因時代或地區不同所造成的區別。

## 用途分類

### 祭祀
- 水法被祭典褌
- 博多祇園山笠的祭典褌
- 西大寺會陽（日语：西大寺 (岡山市)）的祭典褌
- 播州秋祭（日语：播州の秋祭り）的相撲褌

#### 相撲褌
相撲褌是日本國技相撲賽事中供選手使用的專門褌，同時它也在部分裸祭及還願相撲活動中被使用。相撲褌與其他褌在顏色、材質及穿著方式上都有區別。

#### 祭典褌
在每年七月於福岡市博多區舉行的博多祇園山笠及其他部分裸祭上都會將祭典褌（締め込み）作為一種慶典服裝使用。在博多使用的祭典褌穿著方法與相撲褌類似，但所使用的布料厚度介於六尺褌所使用的晒布與相撲褌之間，主要採用薄帆布或層疊的西式棉布製作；同時前部會有垂下的面料。而在博多以外的地區，它們所使用的慶典褌都是長約5米並穿著方式基本與相撲褌一致。不過不管是哪種慶典褌，它們的橫帶寬度都會變寬7至12釐米，並且它們的后結繫法與皮帶相似。此外還需要注意的是，祭典褌並不是專門的一種褌，相撲褌、六尺褌、九尺褌及晒一反用於慶典等場合也可以被稱為慶典褌。

### 腳註
1. ↑  此時日語將“褌”念做而不是現在的。

### 出典
1. 1 2 3  . 亀山市史民俗編.   [2025-03-03].
2. 1 2 3 4 5 6 7 8 9  飯島吉晴. . 古事 : 天理大学考古学・民俗学研究室紀要. 2010-03-31, (14): 16-18. ISSN 1346-8847.
3. 1 2 3 4 5 6 7 8 9  古川智恵子; 中田明美. . 名古屋女子大学紀要 (名古屋女子大學). 1985-03-01, 31: 1–12. ISSN 0286-7397.
4. ↑  下中邦彦 (编). . 平凡社. 1964.
5. ↑  服装文化協会. . 文化出版局. 1990.

## 外部連接
- 日本褌協會